# Артър Милър
Артър Ашър Милър (на английски: Arthur Asher Miller) е американски драматург, носител на награда „Пулицър“.

## Биография
Роден е на 17 октомври 1915 г. в Ню Йорк, САЩ. Баща му е поляк, а майка му еврейка. Следва журналистика в Мичиганския университет, където е репортер и редактор в студентския вестник „Мичиган Дейли“.
Артър Милър се утвърждава като значима фигура в американския театър. Автор е на пиеси, печелили редица награди, като „Всички мои синове“, „Смъртта на търговския пътник“ и др.
Има три брака – с Мери Слатъри (1940–1956), с актрисата Мерилин Монро (1956–1961) и с фотографката Инге Морат (1962–2002). Бракът му с Монро му носи световна известност.
Умира на 89-годишна възраст в Роксбъри, Кънектикът на 10 февруари 2005 г.

## Произведения

### Самостоятелни романи
- Focus (1945)
Фокус, изд.: ИК „ЕРА“, София (2010), прев. Весела Прошкова

### Пиеси
- All My Sons (1947)
- Death of a Salesman (1949)
- An Enemy of the People (1950)
- The Crucible (1953)
- A Memory of Two Mondays (1955)
- A View From The Bridge (1955)
- The Misfits (1961)
- After the Fall (1964)
След грехопадението, изд.: „Народна култура“, София (1966), прев. Кръстан Дянков
- Incident At Vichy (1964)
- The Price (1968)
- Playing for Time (1979)
- The American Clock (1981)
- Elegy For a Lady (1982)
- Everybody Wins (1990)
- The Last Yankee (1991)
- The Ride Down Mount Morgan (1991)
- Broken Glass (1994)
- Mr. Peters' Connections (1998)
- The Man Who Had All the Luck (1999)
- Resurrection Blues (2002)

### Сборници
- The Collected Plays of Arthur Miller (1905)
- I Don't Need You Anymore (1967)
- Presence (2007)

### Документалистика
- Situation Normal (1944)
- In Russia (1969) – с Инге Морат
- In the Country (1977) – с Инге Морат
- Chinese Encounters (1979)
- Echoes Down the Corridor (1980)
Избрани есета, изд.: ИК „Рата“, София (2005), прев. Весела Прошкова и др.
- Timebends (1980)
- 'Salesman' In Beijing (1984)
- The Theater Essays Of Arthur Miller (1994)
- Collected Essays (2016)